# East Stroudsburg
East Stroudsburg är en kommun (borough) i den amerikanska delstaten Pennsylvania och är den största orten i Monroe County, med 11 922 invånare vid 2010 års folkräkning. Staden ligger i Poconobergen i delstatens östra del, nära delstatsgränsen mot New Jersey. Bosättningen grundades 1738 och kallades ursprungligen Dansbury men fick sitt nuvarande namn i samband med att Delaware, Lackawanna and Western Railroad byggdes genom staden i mitten av 1800-talet.